# Cédric Heymans
Pour les articles homonymes, voir Heymans.

a Compétitions nationales et continentales officielles uniquement.

b Matchs officiels uniquement.
Dernière mise à jour le 8 avril 2015.
Cédric Heymans, né le 20 juillet 1978 à Brive-la-Gaillarde (Corrèze), est un joueur de rugby à XV français évoluant au poste d'arrière ou d'ailier. Il a joué en équipe de France, ainsi qu'au sein des clubs français du CA Brive, du SU Agen, du Stade toulousain et de l'Aviron bayonnais.
Il est actuellement cadre commercial au sein d'Andros et consultant rugby sur Canal+.
Avec le CA Brive, il remporte sa première Coupe d'Europe en 1997. Avec le Stade toulousain, il remporte trois Coupe d'Europe en 2003, 2005 et 2010 ainsi que deux fois le championnat de France en 2008 et 2011.
Il fait partie du cercle très fermé des joueurs ayant remporté quatre fois la Champions Cup, en compagnie de Cian Healy, Frédéric Michalak, Isa Nacewa, Jonathan Sexton et Devin Toner. Un record dans la compétition. 

## Biographie

### Carrière
Il débute à l'école de rugby du Rugby Club du Pays de Meyssac avant de rejoindre le CA Brive en cadet. Il fait partie des cadets A du CA Brive durant les saisons 1993-94 et 1994-95, il est ensuite, en 1995-96, champion de France junior Crabos le 26 mai 1996 en battant le FC Grenoble 10-3 et est remplaçant contre la Section paloise en match de poule. Durant la saison 1996-97, il est l'un des éléments clé des juniors Reichel et participe, avec l'équipe première, à six matchs de championnat et est sur la feuille de match quatre fois lors de la coupe d'Europe dont une fois comme titulaire. 
A l'issue de cette campagne européenne victorieuse, il quitte la Corrèze, à 19 ans, pour Agen. Il y restera quatre ans. Il honore sa première cape internationale en équipe de France le 1er avril 2000 contre l'équipe d'Italie.

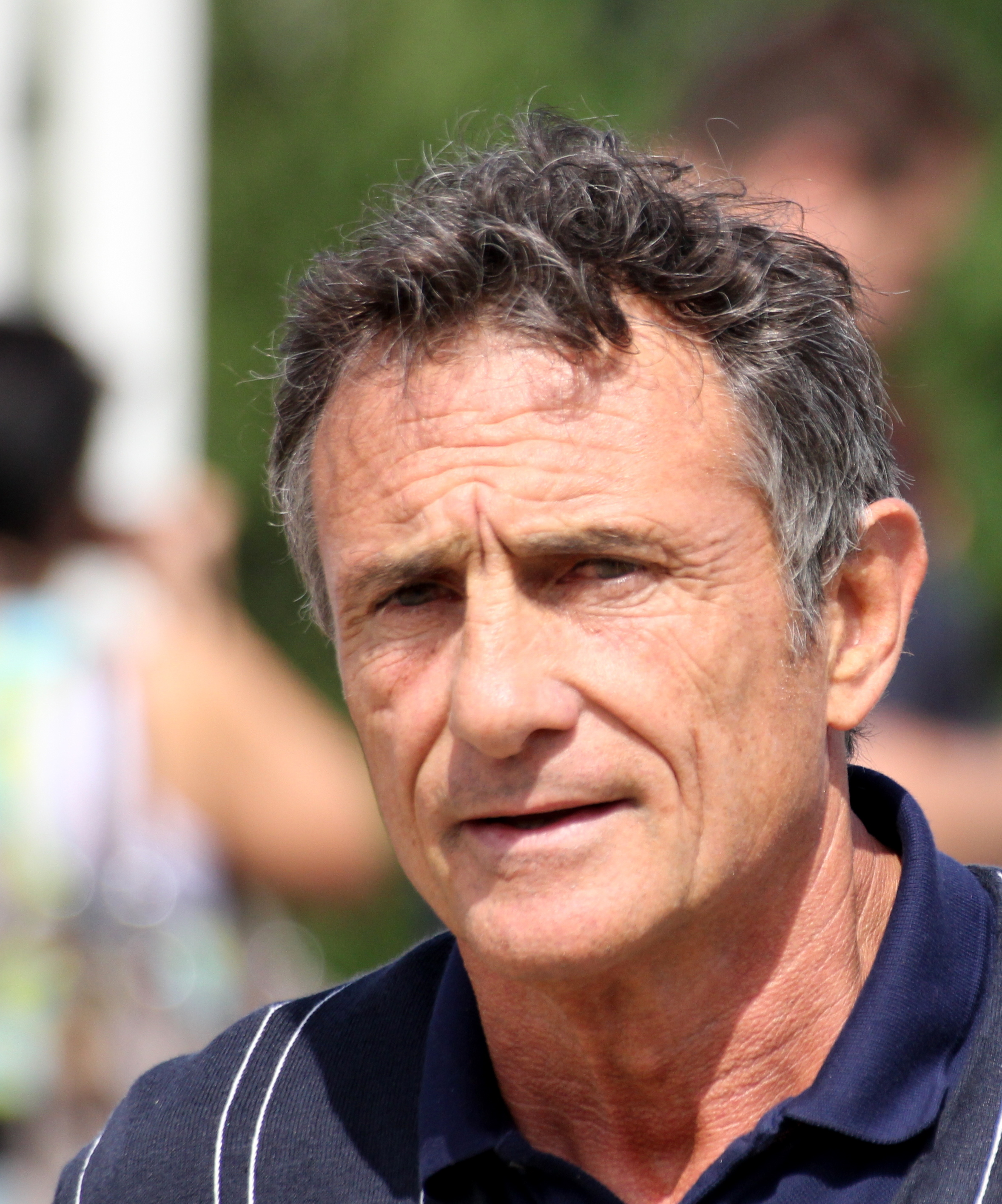
Guy Novès, ici en 2011, est le manager de Cédric Heymans au Stade toulousain de 2001 à 2011.

En 2001, il arrive au Stade toulousain. Il remporte avec le club toulousain deux titres de champion de France (2008 et 2011) et trois coupe d'Europe (2003, 2005 et 2010), qui additionnés à celui de 1997, font de lui le premier joueur à gagner quatre fois la compétition, il a depuis été dépassé par Frédéric Michalak, vainqueur à six reprises.
Remplaçant en 2003, il est titulaire en 2004 sur l'aile gauche en finale de la Coupe d'Europe au Stade de Twickenham à Londres face aux London Wasps. Les Anglais l'emportent sur le fil 27 à 20, à la suite d'une erreur de Clément Poitrenaud, empêchant les Toulousains de gagner un deuxième titre européen consécutif.
En 2005, ils arrivent à se qualifier une troisième fois consécutive en finale de Coupe d'Europe face au Stade français. Il commence le match sur le banc avant de remplacer Vincent Clerc à la 65e minute. Les haut-garonnais sont de nouveau champion d'Europe en s'imposant 12 à 18 après prolongation.

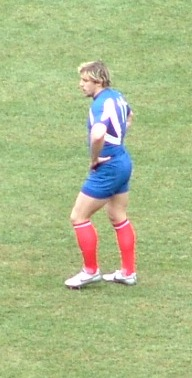
Cédric Heymans avec l'équipe de France en 2006.

Il est aussi sélectionné régulièrement en équipe de France à partir de 2004, il participera à la victoire lors du Tournoi des Six Nations en 2004, 2006 et 2007. Il est sélectionné pour participer à la coupe du monde en 2007 et en 2011.
Après plusieurs années de sélections régulières en équipe de France, il n'est pas retenu en 2010 par Marc Lièvremont pour participer Grand Chelem dans le Tournoi des Six Nations et à la tournée estivale 2010 contre l'Afrique du Sud et l'Argentine.
En novembre 2010, il est invité avec les Barbarians français pour jouer un match contre les Tonga au Stade des Alpes à Grenoble. Ce match est aussi le jubilé de Jean-Baptiste Elissalde. Les Baa-Baas s'inclinent 27 à 28.
Repositionné à l'arrière, il gagne une place de titulaire dans son club pour les phases finales du Top 14 en 2011, où il remporte un dernier titre de champion de France avec le Stade toulousain, avant son départ à Bayonne. 
Le 11 mai 2011, il est sélectionné par Marc Lièvremont dans la liste des 30 joueurs pour participer à la Coupe du monde en Nouvelle-Zélande. Cette sélection est due à son repositionnement à l'arrière qu'il a occupé régulièrement en fin de saison 2010-2011. 
Il arrive à Bayonne à son retour du mondial en octobre 2011 mais il peine à s'imposer au sein du club Bayonnais enchainant les performances catastrophiques. Le 26 septembre 2012, il se met les supporteurs bayonnais à dos à la suite de déclarations dans le journal Sud Ouest .

### Après-carrière
Le 18 mars 2013, il est l'invité de l'émission L'Équipe du Soir diffusée sur L'Équipe 21 où il dit être en contact avec des clubs japonais et réfléchit à une possible prolongation de carrière au Japon. Le 22 mars 2013, il annonce la fin de sa carrière, et dit ne pas avoir donné suite aux offres du Japon, annonçant qu'il retourne au Stade toulousain à compter de la saison 2013-2014, où il devient entraîneur des jeunes.
À partir de 2013, il signe un contrat avec Canal+ et devient consultant dans l'émission Les Spécialistes rugby, diffusée tous les vendredis, et commente des matchs sur Canal+Sport et Rugby+. Durant la Coupe du monde de rugby à XV 2015, il commente des matchs en duo avec Philippe Groussard et participe à l'émission Jour de Coupe du monde. Depuis 2016, il est également consultant dans le Canal Rugby Club.
Détenteur d'un BTS Négociateur technico-commercial, Heymans se reconvertit en 2014 en travaillant pour l'entreprise Andros.

### Vie personnelle
Depuis 2006, Cédric Heymans est marié avec Justine Badin, fille de Christian Badin trois-quarts centre international du CA Brive. Ils ont trois enfants.

## Palmarès

### En club

#### Avec le CA Brive
- Championnat de France juniors Crabos :
  - Champion (1) : 1996
- Coupe d'Europe :
  - Vainqueur (1) : 1997

#### Avec le SU Agen
- Bouclier européen : 
  - Finaliste (1) : 1998

#### Avec le Stade toulousain
- Championnat de France Top 14 :
  - Vainqueur (2) : 2008 et 2011
  - Finaliste (2) : 2003 et 2006
- Coupe d'Europe :
  - Vainqueur (3) : 2003, 2005 et 2010
  - Finaliste : 2004 et 2008

4 fois vainqueur de la Coupe d'Europe, Cédric Heymans détient un record co-détenu avec Frédéric Michalak — en 2003, 2005, 2013 et 2015 

### En équipe nationale

#### Titres
- Tournoi des six nations gagnés : 2004, 2006 et 2007
- Trophée Eurostar : 2006
- Trophée Giuseppe Garibaldi: 2007 et 2009

#### Bilan au Tournoi des Six Nations
| Édition          | Rang | Résultats France | Résultats Heymans | Matchs Heymans |
| ---------------- | ---- | ---------------- | ----------------- | -------------- |
| Six Nations 2000 | 2    | 3 v, 0 n, 2 d    | 1 v, 0 n, 0 d     | 1/5            |
| Six Nations 2004 | 1    | 5 v, 0 n, 0 d    | 1 v, 0 n, 0 d     | 1/5            |
| Six Nations 2005 | 2    | 4 v, 0 n, 1 d    | 2 v, 0 n, 0 d     | 2/5            |
| Six Nations 2006 | 1    | 4 v, 0 n, 1 d    | 2 v, 0 n, 1 d     | 3/5            |
| Six Nations 2007 | 1    | 4 v, 0 n, 1 d    | 3 v, 0 n, 1 d     | 4/5            |
| Six Nations 2008 | 3    | 3 v, 0 n, 2 d    | 2 v, 0 n, 2 d     | 4/5            |
| Six Nations 2009 | 3    | 3 v, 0 n, 2 d    | 3 v, 0 n, 2 d     | 5/5            |

Légende : v = victoire ; n = match nul ; d = défaite ; la ligne est en gras quand il y a Grand Chelem.

#### Bilan en coupe du monde

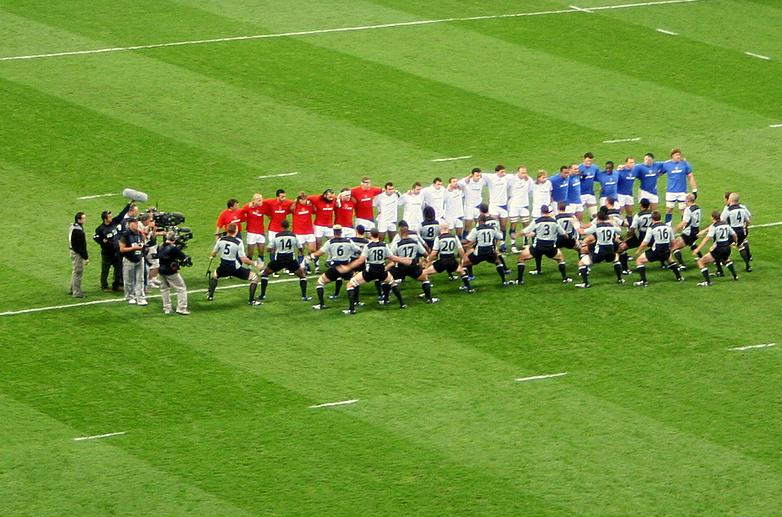
Quart-de-finale France - All Blacks en 2007.

| Édition               | Rang      | Résultats France | Résultats C.Heymans | Matchs C.Heymans |
| France 2007           | Quatrième | 4 v, 0 n, 3 d    | 4 v, 0 n, 1 d       | 5/7              |
| Nouvelle-Zélande 2011 | Finaliste | 4 v, 0 n, 3 d    | 3 v, 0 n, 2 d       | 5/7              |

Légende : v = victoire ; n = match nul ; d = défaite.

#### Liste des essais
| Essai | Adversaire        | Lieu                         | Stade            | Compétition             | Date              | Résultat |
| ----- | ----------------- | ---------------------------- | ---------------- | ----------------------- | ----------------- | -------- |
| 1     | Afrique du Sud    | Marseille, France            | Stade Vélodrome  | Test match              | 9 novembre 2002   | Victoire |
| 2     | Australie         | Brisbane, Australie          | Lang Park        | Test match              | 2 juillet 2005    | Défaite  |
| 3     | Australie         | Marseille, France            | Stade Vélodrome  | Test match              | 5 novembre 2005   | Victoire |
| 4     | Irlande           | Paris, France                | Stade de France  | Tournoi des Six Nations | 11 février 2006   | Victoire |
| 5     | Irlande           | Paris, France                | Stade de France  | Tournoi des six nations | 11 février 2006   | Victoire |
| 6     | Afrique du Sud    | Le Cap, Afrique du Sud       | Newlands Stadium | Test match              | 24 juin 2006      | Victoire |
| 7     | Nouvelle-Zélande  | Paris, France                | Stade de France  | Test match              | 18 novembre 2006  | Défaite  |
| 8     | Italie            | Rome, Italie                 | Stade Flaminio   | Tournoi des Six Nations | 3 février 2007    | Victoire |
| 9     | Écosse            | Paris, France                | Stade de France  | Tournoi des six nations | 17 mars 2007      | Victoire |
| 10    | Namibie           | Toulouse, France             | Stadium          | Coupe du monde          | 16 septembre 2007 | Victoire |
| 11    | Irlande           | Paris, France                | Stade de France  | Tournoi des Six Nations | 3 février 2008    | Victoire |
| 12    | Pacific Islanders | Montbéliard, France          | Stade Bonal      | Test match              | 15 novembre 2008  | Victoire |
| 13    | Pays de Galles    | Paris, France                | Stade de France  | Tournoi des Six Nations | 27 février 2009   | Victoire |
| 14    | Italie            | Rome, Italie                 | Stade Flaminio   | Tournoi des six nations | 21 mars 2009      | Victoire |
| 15    | Nouvelle-Zélande  | Wellington, Nouvelle-Zélande | Westpac Stadium  | Test match              | 20 juin 2009      | Défaite  |
| 16    | Irlande           | Dublin, Irlande              | Lansdowne Road   | Test match              | 20 août 2011      | Victoire |

## Récompenses individuelles
- Oscars du Midi olympique :  Oscar de Bronze 2007
- Oscars du Midi olympique :  Oscar de Bronze 2008